# Hester Witvoet
| Posities op de WTA-ranglijst Positie per einde seizoen: \| jaar \| rang enkelspel \| rang dubbelspel \| \| ---- \| -------------- \| --------------- \| \| 1987 \| 209 \| 210 \| \| 1988 \| 65 \| 91 \| \| 1989 \| 353 \| 148 \| |                |                 |
| jaar | rang enkelspel | rang dubbelspel |
| 1987 | 209            | 210             |
| 1988 | 65             | 91              |
| 1989 | 353            | 148             |

Hester Witvoet (7 juli 1967) is een voormalig tennisspeelster uit Nederland. Witvoet speelt linkshandig. Zij was actief in het internationale tennis van 1987 tot in 1990.

## Loopbaan

### Enkelspel
Witvoet debuteerde in 1987 op het ITF-toernooi van Haifa (Israël); zij bereikte daar de kwartfinale. Datzelfde jaar bereikte zij viermaal een ITF-finale, waarvan zij er drie won. Op de overige vier ITF-toernooien waaraan zij meedeed, bereikte zij de halve finale. Daarna verliet zij het ITF-circuit.
In januari 1988 kwalificeerde Witvoet zich voor het eerst voor een WTA-hoofdtoernooi, op het toernooi van Sydney – zij bereikte er de kwartfinale. In maart bereikte zij de halve finale op het WTA-toernooi van Kansas. Witvoet had haar grandslamdebuut op Roland Garros, waar zij haar openingspartij won van de Argentijnse Andrea Tiezzi. Een maand later, op Wimbledon, bereikte zij nogmaals de tweede ronde, door winst op de Australische Michelle Jaggard. Op 2 januari 1989 bereikte Witvoet haar hoogste notering op de WTA-ranglijst: de 64e plaats. In het verdere verloop van 1989 kon zij op de WTA-hoofdtoernooien geen partijen meer winnen. Na één ITF-toernooi in 1990, in Greensboro (VS) beëindigde zij haar internationale loopbaan.

### Dubbelspel
Witvoet was in het dubbelspel minder actief dan in het enkelspel. Zij debuteerde in 1985 op het WTA-toernooi van Hilversum, samen met landgenote Hellas ter Riet. Zij stond in 1987 voor het eerst in een finale, op het ITF-toernooi van Arad (Israël), geflankeerd door landgenote Titia Wilmink – zij verloren van het Israëlische duo Ilana Berger en Yael Shavit. De week erna veroverde Witvoet haar eerste titel, op het ITF-toernooi van Haifa (Israël), weer samen met Wilmink, door het Duitse duo Christine Hein en Evelyn Larwig te verslaan. In totaal won zij drie ITF-titels, alle drie in 1987, de laatste in Šibenik (Joegoslavië) met landgenote Yvonne der Kinderen aan haar zijde.
Bij de jaarwisseling 1987/1988 speelde Witvoet weer in een WTA-hoofdtabel, op het gras-toernooi van Brisbane, samen met landgenote Carin Bakkum – zij bereikten er de tweede ronde. Een week later bereikten Witvoet en Bakkum, weer op gras, de kwartfinale van het WTA-toernooi van Sydney. Witvoet had haar grandslamdebuut op Roland Garros 1988, aan de zijde van de Australische Anne Minter. Een maand later, op Wimbledon, won zij met Minter hun openingspartij, door winst op Anna-Maria Fernandez en Julie Richardson – in de tweede ronde waren zij niet opgewassen tegen de latere winnaressen, Steffi Graf en Gabriela Sabatini. Met de Australiër Todd Woodbridge nam zij op Wimbledon 1988 éénmaal deel aan het gemengd dubbelspel. In november 1988 bereikte Witvoet haar hoogste notering op de WTA-ranglijst: de 91e plaats. In 1989 werd zij Nederlands kampioen in het dubbelspel, met Simone Schilder aan haar zijde.

## Persoonlijk
In september 1990 trad Witvoet in dienst bij Lufthansa Airlines waar zij een verkoopfunctie had. Sinds 2006 is zij accountmanager bij een Nederlands bedrijf van verkoopautomaten. Tijdens haar huwelijk voerde zij ook de naam Kalff-Witvoet. Zij kreeg twee kinderen (1998, 2001).

## Palmares

### Gewonnen ITF-toernooien enkelspel
| nr. | finale     | toernooi | dotatie | ondergrond | tegenstandster in finale | score    |
| --- | ---------- | -------- | ------- | ---------- | ------------------------ | -------- |
| 1.  | 1987-04-05 | Arad     | $5.000  | hardcourt  | Ilana Berger             | 6-2, 6-1 |
| 2.  | 1987-09-27 | Šibenik  | $10.000 | gravel     | Jonna Jonerup            | 6-3, 6-0 |
| 3.  | 1987-10-04 | Rabac    | $10.000 | gravel     | Leona Lásková            | 6-3, 6-2 |

### Gewonnen ITF-toernooien dubbelspel
| nr. | finale     | toernooi    | dotatie | ondergrond | partner             | tegenstandsters in finale      | score    |
| --- | ---------- | ----------- | ------- | ---------- | ------------------- | ------------------------------ | -------- |
| 1.  | 1987-04-07 | Haifa       | $10.000 | hardcourt  | Titia Wilmink       | Christine Hein Evelyn Larwig   | 6-1, 7-6 |
| 2.  | 1987-05-31 | Bad Gastein | $5.000  | gravel     | Yvonne der Kinderen | Katalin Darvas Rita Kowacsics  | 6-2, 6-0 |
| 3.  | 1987-09-27 | Šibenik     | $10.000 | gravel     | Yvonne der Kinderen | Jonna Jonerup Maria Strandlund | 6-3, 6-3 |

## Resultaten grandslamtoernooien
| Legenda | Legenda                          |
| ------- | -------------------------------- |
| g.t.    | geen toernooi gehouden           |
| l.c.    | lagere categorie                 |
| –       | niet deelgenomen                 |
| G       | uitgeschakeld in de groepsfase   |
| 1R      | uitgeschakeld in de eerste ronde |
| 2R      | uitgeschakeld in de tweede ronde |
| 3R      | uitgeschakeld in de derde ronde  |
| 4R      | uitgeschakeld in de vierde ronde |
| KF      | uitgeschakeld in de kwartfinale  |
| HF      | uitgeschakeld in de halve finale |
| F       | de finale verloren               |
| W       | het toernooi gewonnen            |
| w-v     | winst/verlies-balans             |

### Enkelspel
| toernooi        | 1988 | 1989 |
| --------------- | ---- | ---- |
| Australian Open | –    | 1R   |
| Roland Garros   | 2R   | –    |
| Wimbledon       | 2R   | –    |
| US Open         | –    | –    |

### Vrouwendubbelspel
| toernooi        | 1988 | 1989 |
| --------------- | ---- | ---- |
| Australian Open | –    | 1R   |
| Roland Garros   | 1R   | –    |
| Wimbledon       | 2R   | 2R   |
| US Open         | –    | –    |

### Gemengd dubbelspel
| toernooi        | 1988 |
| --------------- | ---- |
| Australian Open | –    |
| Roland Garros   | –    |
| Wimbledon       | 1R   |
| US Open         | –    |